# 維德羅德任尼亞 (若夫克瓦區)
50°1′18″N 23°57′45″E / 50.02167°N 23.96250°E
維德羅德任尼亞（烏克蘭語：Відродження），是烏克蘭西部的村莊，隸屬利維夫州的利維夫區。該村始建於1979年，面積0.32平方公里，2001年人口94，人口密度每平方公里293.75人。